# Inga Gaile
Inga Gaile (* 29. června 1976, Riga) je lotyšská básnířka, spisovatelka a divadelní režisérka.

## Životopis
Inga Gaile vystudovala obor literární teorie, historie a kritika na Lotyšské akademii kultury (1994–98), absolvovala rovněž kurz divadelní a televizní dramaturgie (2012), mezi lety 2012–2014 studovala režii v magisterském studijním programu.
Básně publikuje již od roku 1996. Překlady jejích básní vyšly v angličtině, španělštině, polštině a dalších jazycích. Přebásnila díla lotyšských rusky píšících básníků.
Pracovala v TV3 Latvia. Od roku 2004 je členkou Svazu spisovatelů Lotyšska.
Za svou první básnickou sbírku „Laiks bija iemīlējies“ obdržela cenu Klāvise Ellsbergse (1999), za svou druhou sbírku „Raudāt nedrīkst smietes“ obdržela cenu Nadace Anna Dagda (2004) a cenu Ojārse Vācietise (2004). Za sbírku „Kūku Marija“ získala cenu Dzejas dienu (Dny poezie) (2007), za kolekci „Migla“ – cenu časopisu „Latvju Teksti“ (2012) a cenu O. Vācietise (2012), sbírka byla nominována na cenu za Literaturu roku. Za sbírku „Vai otrā grupa mani dzird?“ ji byla udělena cena za Literaturu roku, stejné ocenění získala i za román „Skaistäs“. V roce 2012 získala hlavní cenu za prozaické dílo za povídku „Piena ceļi“.
Od roku 2018 je předsedkyní lotyšského PEN klubu. 

### poezie
- Laiks bija iemīlējies. Riga: Pētergailis, 1999.
- Raudāt nedrīkst smieties. Riga: Nordik, 2004.
- Kūku Marija. Riga: Orbita, 2007
- Migla. Riga: Mansards, 2012.
- Vai otrā grupa mani dzird? [básně pro děti]. Riga: Liels un mazs, 2014.
- Lieldienas. Riga: Neputns, 2018. [2]
- Nakts. Riga: Mansards, 2021.

### Dramaturgie
- Āda . Riga: Mansards, 2011.

### Próza
- Stikli [román]. Riga: Dienas grāmata, 2016.
- Neredzamie [román]. Riga: Zvaigzne ABC, 2018.
- Piena ceļi [sbírka povídek]. Riga: Mansards, 2018.
- Skaistās [román]. Riga: Dienas grāmata, 2019.
- Rakstītāja [román]. Riga: Dienas grāmata, 2020.